# Огранка

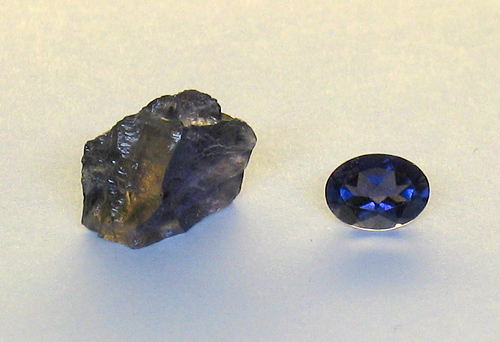
Кордиерит необработанный и после огранки

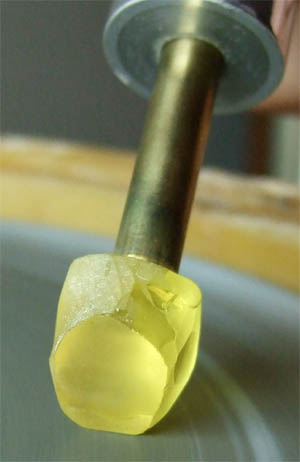
Процесс машинной огранки минерала

Огра́нка — технологический процесс обработки драгоценных (и полудрагоценных) камней для придания им определённой формы и максимального выявления в них игры света и блеска. Известны различные способы огранки, многие из них носят название того или иного драгоценного камня, для которого этот способ даёт наиболее эффектный результат. «Огранкой» принято также называть сам огранённый камень.
Огранка, как следует из названия, подразумевает создание на поверхности камня ряда геометрически правильных плоскостей (граней), от которых будут отражаться и через которые будут преломляться попадающие внутрь кристалла световые лучи. После многократного внутреннего отражения и преломления лучи света разделяются на спектральные составляющие и, покидая камень, создают игру оттенков на его поверхности.
Огранка различается по сложности выполнения. В классической бриллиантовой огранке — 57 граней. Простая огранка алмаза создаёт на поверхности камня 17 или 33 плоскости.
Качественно выполненная огранка существенно повышает стоимость драгоценного камня, в то же время неправильная огранка может «убить» камень, внести в него дефекты.

## История

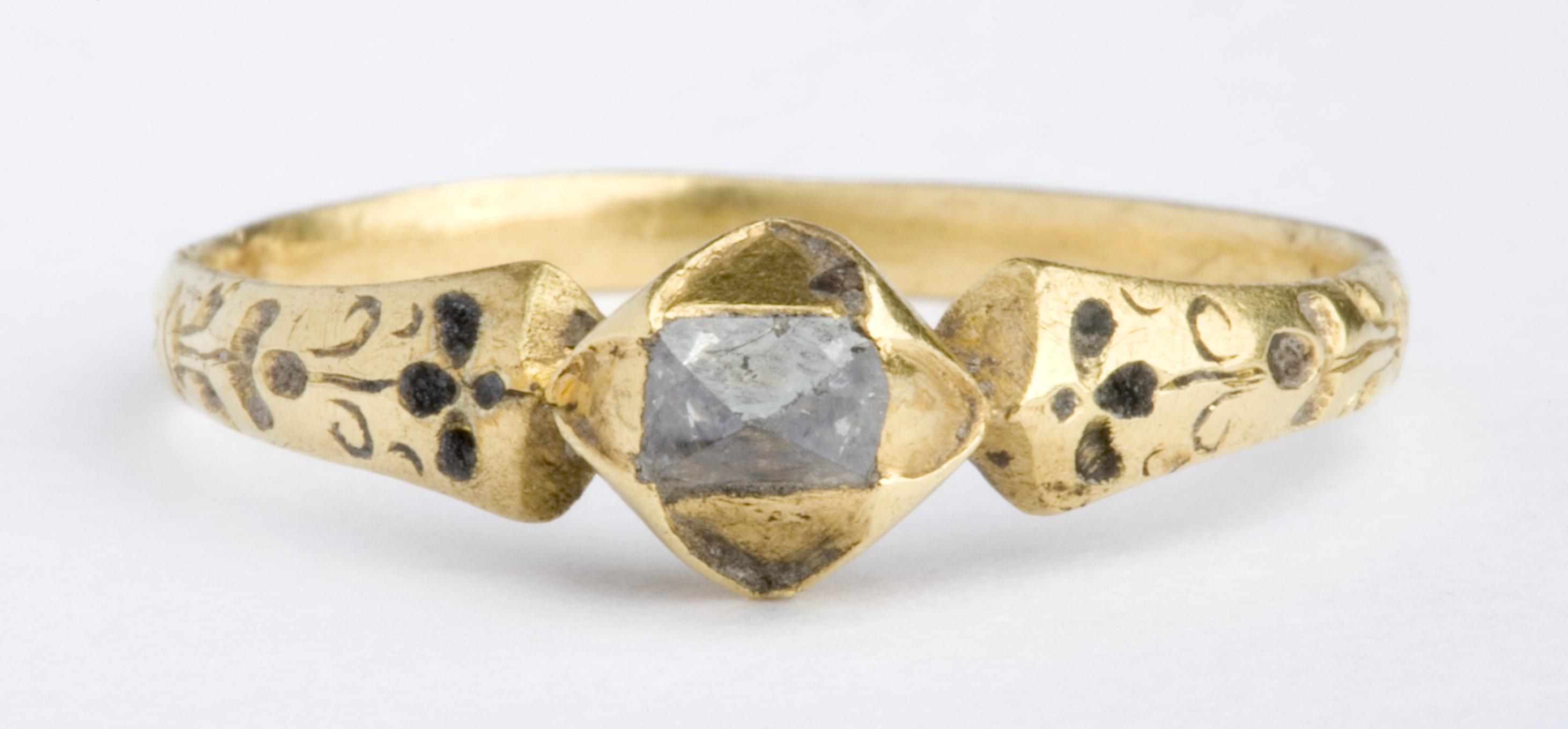
Кольцо XVII века с бриллиантом. Пример самой простейшей огранки

Огранка в нынешнем виде не была известна до Позднего Средневековья. В Древнем мире (Египет, Греция, Рим) мастера могли придавать драгоценным и полудрагоценным камням произвольную форму (например, бусин или фигурок людей и животных), но не создавали грани. К XIV веку в Европе появляются первые примитивные виды огранки — point cut (восемь граней, в изделии обычно видны четыре) и table cut (девять граней, видны пять). Камни обрабатывали при помощи «шлифовальной мельницы», которая приводилась в действие водяным приводом, как и обычная мельница. 
Постепенно огранка завоевывала всё большую популярность и к XVII веку уже стала обыденностью, абсолютное большинство украшений этого периода включает в себя огранённые камни.

## Виды фасетной огранки
В ювелирном деле выделяют три основных типа огранки: бриллиантовую, ступенчатую и смешанную, каждая из которых, в свою очередь, подразделяется на множество видов.  

### Бриллиантовая огранка

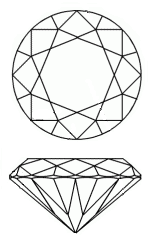
Круглая бриллиантовая огранка

Разновидность огранки, применяемая для камней с сильной дисперсией света. Классическая бриллиантовая огранка состоит из 57 граней, на тыльную сторону (павильон) наносятся 24 грани, на лицевую сторону (корону), на которой расположена самая большая грань (площадка) — три пояса граней общим числом 33; полученный бриллиант имеет круглую форму в плане.

#### Круглая
Круглая огранка — одна из самых популярных в мире на данный момент. Разработку круглой огранки камней с 58 гранями (Peruzzi cut) приписывают венецианскому гранильщику Винченцо Перуцци, который применил ее в XVII веке. В дальнейшем форму постоянно совершенствовали, и в современном виде огранка появилась уже в начале XX века. Именно эта модификация круглых огранок получила название бриллиантовой (Standard Round Brilliant cut, Round Brilliant cut) и принимается за эталонную. Кроме того, хотя под бриллиантами подразумевают вообще ограненные алмазы, в строгом смысле слова собственно бриллиантами называются алмазы, имеющие круглую бриллиантовую огранку.
Первоначально разработанная исключительно для получения бриллиантов, круглая огранка теперь применяется для изумрудов, сапфиров, рубинов.

#### Огранка розой
Огранка розой — фасетная огранка без площадки и нижней части. Вариации огранки розой используются с XVI века и, в зависимости от числа и формы фасет (фр. facette — «грань»), делятся на «голландскую», «антверпенскую», «полуголландскую», «двойную голландскую» и другие розы. При огранке розой основание камня — плоское, корона состоит из треугольных граней (обычно 12 или 24), расположенных симметрично. Как правило, камень имеет округлую форму (кроме огранок типа «бриолетт», «антверпенская роза» и «двойная голландская роза»). Некогда популярная, в современных ювелирных изделиях огранка розой применяется нечасто.
Бриллиант «Орлов» — самый известный пример данного вида огранки. 

#### Груша

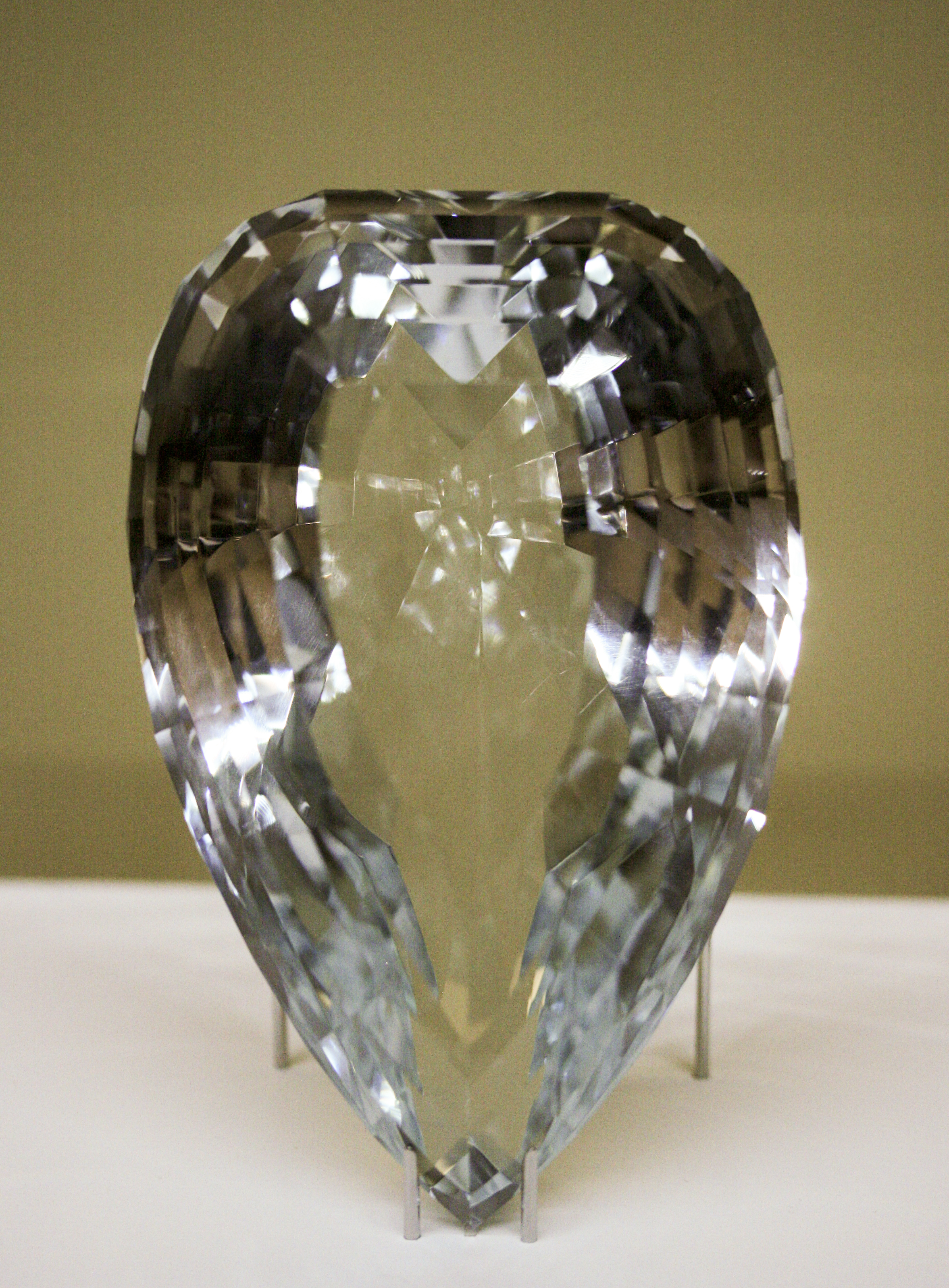
Топаз в огранке груша

Огранка груша появилась в XV веке. Вопреки названию, этот вариант огранки в большей степени напоминает каплю с верхней плоской площадкой и боковыми фацетами-клиньями, которые дают игру света. Типичное соотношение для этой огранки 1,50 – 1,70, камень обычно состоит из 58 граней, хотя число граней павильона может варьироваться от 4 до 8. Кроме того, форме груша иногда характерно «французское острие» – это вариация огранки, в которой несколько маленьких граней заменяют одну большую грань в конце. Французское острие также используются в формах маркиз и груша. Формы груша могут немного отличаться по внешнему виду, причем некоторые обладают тем, что называется «высокими плечами» и делает камень более угловатым. Разновидности классической грушевидной формы — «капля» и «бриолет».
Такую огранку имеет знаменитый бриллиант «Куллинан III», одна из частей гигантского алмаза Куллинан.

#### Кушон

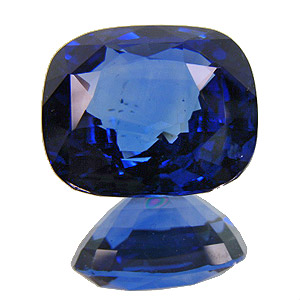
Сапфир в огранке кушон

Кушон (другое название — «подушка») – широкогранная огранка с четырьмя закругленными углами и выпуклыми сторонами. Рундист в такой форме огранки имеет форму подушки, и именно поэтому такой тип огранки еще называют подушковидной. Также к данному типу относят большинство бриллиантов старой огранки («Old mine cut»). Огранённый камень в классическом исполнении имеет 57 граней – 33 грани короны (восьмиугольная площадка, восемь верхних клиньев, восемь основных граней короны в форме ромба, шестнадцать парных клиньев) и 24 грани павильона (шестнадцать паразаных клиньев и восемь основных граней в виде дельтоида).
Именно такую огранку имеют знаменитые бриллианты «Хоуп», «Южная Звезда», «Куллинан II», «Тиффани».

### Ступенчатая огранка
Ступенчатая огранка — тип огранки, при котором фасеты располагаются друг над другом, верхняя площадка выполнена в форме многоугольника, боковые грани имеют форму трапеций или равнобедренных треугольников.

#### Огранка таблицей
Огранка таблицей — простейший вид ступенчатой огранки с двумя «ступенями» — верхней и нижней. Применяется для изготовления перстней-печаток; для увеличения площадки-«таблицы» верхняя часть камня делается плоской.

#### Багет
Багет — вид ступенчатой огранки, в плоскости рундиста имеет форму прямоугольника или трапеции (в соответствии с названием — "багет прямоугольный», «багет трапециевидный»). Огранённый камень в классическом исполнении имеет 33 грани и состоит из площадки в окружении 3 ярусов трапециевидных граней короны (по 4 граней в ярусе) и 4 ярусов трапециевидных граней павильона (по 4 грани в ярусе). В старых огранках присутствует грань калетты.

#### Изумрудная огранка
Изумрудная огранка — ступенчатая огранка при восьмиугольной форме камня. Огранка «изумруд» в плоскости рундиста имеет форму прямоугольника, углы которого скошены. Относится к ступенчатому типу огранки. Ограненный камень в классическом исполнении предполагает наличие 65 фацетов: площадка, 3 яруса трапециевидных граней короны (по 8 граней на каждый ярус) и 4 яруса трапециевидных граней павильона (также по 8 граней в ярусе). Для такого способа обработки подходят преимущественно камни крупного размера и высоких характеристик цвета и чистоты, поскольку из-за больших открытых граней скрыть даже незначительные включения не представляется возможным.

#### Ашер
Ашер — разновидность огранки в форме квадрата или имеющая больше ярусов, представляющая собой комбинацию огранки «радиант» и изумрудной огранки. Чаще всего стороны ашера — равны, а отношение не должно превышать 1,1:1. Из-за большого количества открытых граней этот тип огранки требователен к чистоте камня, чистота качественного ашера не должна быть ниже VS2 (6), его цветовая группа обычно относится к J(7).
Этот вид огранки был придуман братьями Ашер в Антверпене в 1902 году. Расцвет его популярности пришёлся на 1930-е годы, в начале XXI века он вновь вошёл в моду.

#### Огранка клиньями

Огранка клиньями (V. Fritshe, 1920)

Огранка клиньями — вид огранки, при котором все верхние боковые и угловые грани — треугольные. Четыре боковые грани комбинируются у каждого ребра верхней площадки-«таблицы», образуя при этом четыре четырёхгранные пирамиды с основаниями в виде трапеции, низ камня образуется из таких же комбинаций треугольных граней. Как и в других типах огранки, рундиста (поясок по периметру окружности, разделяющий корону и павильон) чаще всего делит высоту камня в отношении 1:2 (верх к низу).

### Смешанная огранка
Смешанная огранка — это сочетание в одном камне ступенчатых и бриллиантовых стилей огранки в разных пропорциях. При этом камень с одной стороны, например, покрывают гранями, а с другой — делают гладким, плоским или закругленным. Возможна обработка, при которой смешение стилей происходит с одной стороны камня.
При комбинированной огранке количество фацетов может варьировать и зависит от задач мастера, а вот грани короны остаются неизменными и соответствуют граням базы. Таким образом, число граней, которые формируют рундист, неизменно и постоянно на верхней и нижней стороне.

#### Принцесса

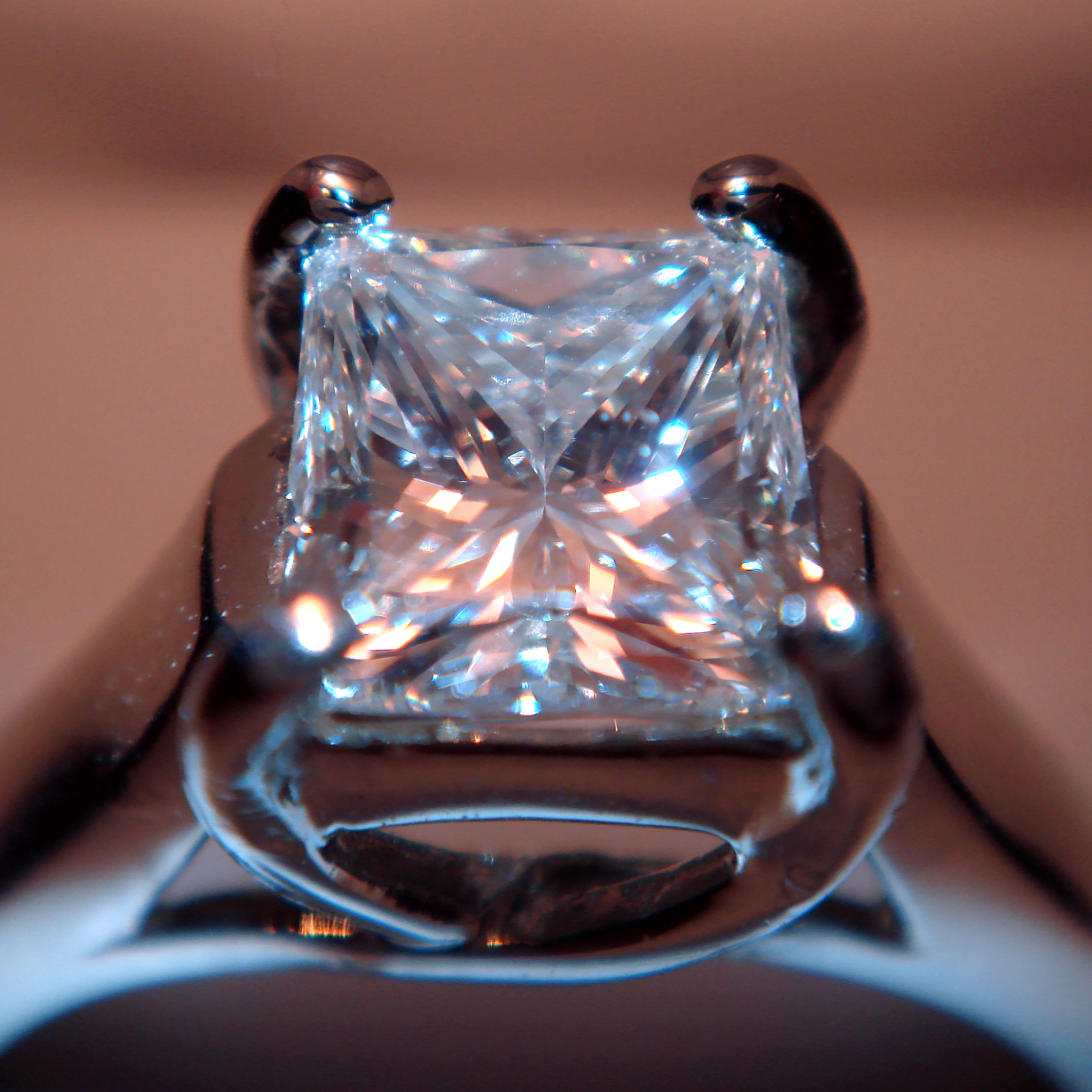
Кольцо с бриллиантом в огранке «принцесса»

Принцесса — вид смешанной огранки, который сочетает в себе ступенчатую и видоизмененную круглую. Прототипы огранки «принцесса» разрабатывались с конца 60-х годов израильскими мастерами гранильного дела. Огранённый камень в классическом исполнении имеет 49 (два шеврона), 57 (три шеврона) и 65 (четыре шеврона) граней. Корона может иметь 25 или 33 грани (восьмиугольную площадку, восемь верхних клиньев, четыре основных граней короны в форме ромба, четыре треугольных граней второго яруса, четыре трапециевидных грани первого яруса или четыре треугольных грани и восемь нижних клиньев).
Впервые огранка «принцесса» была применена для изготовления бриллиантов. Сейчас такой обработке подвергают и другие драгоценные и ювелирные камни.